# Бобрівник
Бобрі́вник — село в Україні, у Зіньківській міській громаді Полтавського району Полтавської області. Населення становить 1120 осіб.

## Топоніміка
Існує три версії походження назви. За першою, у селі водилося багато бобрів. За іншою, засновниками села були кріпосні брати-втікачі Бобри, які поселилися в лісі біля річки. За третьою, від «бобрівників» — категорії козаків, які працювали на старшину.

## Географія
Межує з селами Велика Павлівка та Горобії, на відстані одного кілометра розташоване село Тарасівка, 2-х км — місто Зіньків. Через село Бобрівник протікає невеликий струмок, який колись був річкою Руда. Через Бобрівник проходить автомобільна дорога Т 1706.

## Історія

### Гетьманщина
Село засноване 1653 року. На початку XVIII століття село було кріпацьким, його територія входила до складу другої Зіньківської сотні Гадяцького полку та була гетьманським землеволодінням. 1717 року гетьман Скоропадський віддав її зіньківському старості Сеньковичу, а 1775 року, Бобрівник знову перейшов до Гадяцького полку.

### Під владою Російської імперії
За даними на 1859 рік у власницькому та козацькому селі Зіньківського повіту Полтавської губернії, мешкало 1478 осіб (679 чоловічої статі та 699 — жіночої), налічувалось 249 дворових господарств, існувала православна церква.
До реформи 1861 року середній наділ на селянина становив 0,9 десятини. На кожне господарство припадало 1/3 коня, 1/4 вола, 1/2 корови і по одній свині.
1896 року було збудовано на кам'яному фундаменті дерев'яну церкву. При ній діяли церковнопарафіяльна школа та бібліотека. Школа була однокласною жіночою і чотирикласною чоловічою.

### ХХ століття
У січні 1918 року в Бобрівнику розпочалась радянська окупація.У березні село звільнили австро-німецькі війська, у листопаді того ж року до населеного пункту ввійшло українське військо Директорії.
Наприкінці червня 1919 року в селі перебували денікінці, у грудні того ж року відновилась радянська окупація.
1924 року утворилися артілі і ТСОЗи, які 1929 року реорганізувалися в колгоспи «Користь» та «Нове життя». 1940 року у Бобрівнику нараховувалося 470 дворів. Колгосп «Користь» мав 1110 га землі, «Нове життя» — 1240 га.
У Національній книзі пам'яті жертв Голодомору 1932—1933 років в Україні перелічено 148 жителів села, що загинули від голоду.
Село у часи німецько-радянської війни було окуповане нацистськими військами з 9 жовтня 1941 до 7 вересня 1943 року. До Німеччини на примусові роботи вивезено 92 особи, загинуло на фронтах 125 односельчан, при визволенні села поляг 21 воїн Червоної армії.
У Бобрівнику була створена сільська управа з старостою і поліцаями. Поліцаї розстрілювали всіх підозрілих. Першим стратили п'ятнадцятирічного хлопчика-сироту Івана Еріна, вихованця дитячого будинку м. Зінькова за те, що він допомагав рятуватися від ворогів червоноармійцям. 7 вересня 1943 року село було визволене від нацистських вояків військами 40-ї армії під командуванням генерал-полковника К. С. Москаленка (105-й гвардійський артилерійський полк, 857-й стрілецький полк 294-ї стрілецької дивізії).
1953 року колгоспи «Користь» та «Нове життя» були об'єднані в колгосп «ім. Хрущова» (згодом «Україна»).
1981 року була проведена реконструкція сільської освітлювальної мережі.
12 червня 2020 року, відповідно до розпорядження Кабінету Міністрів України № 721-р «Про визначення адміністративних центрів та затвердження територій територіальних громад Полтавської області», село увійшло до складу Зіньківської міської громади.
19 липня 2020 року, в результаті адміністративно - територіальної реформи та ліквідації Зіньківського району, село увійшло до складу новоутвореного Полтавського району Полтавської області.

## Населення

### Мова
Розподіл населення за рідною мовою за даними перепису 2001 року:
| Мова            | Кількість | Відсоток |
| --------------- | --------- | -------- |
| українська      | 1091      | 97.41%   |
| російська       | 25        | 2.23%    |
| вірменська      | 3         | 0.27%    |
| інші/не вказали | 1         | 0.09%    |
| Усього          | 1120      | 100%     |

## Інфраструктура
У Бобрівнику є ЗОШ І-ІІ ступенів, дитячий садок, Будинок культури, фельдшерсько-акушерський пункт, магазини, готель. Центральні дороги — з твердим покриттям.
За останні роки село майже повністю газифіковане, забезпечене централізованим водопостачанням.

## Архітектура
- Меморіальний комплекс: надгробок на братській могилі радянських воїнів, полеглим 1943 року при визволенні села (збудований 1965 року).

## Відомі люди

### Народились
- Тендітник Дмитро Іванович — Герой Соціалістичної Праці, Почесний громадянин Зіньківщини (посмертно), бригадир тракторної бригади колгоспу «Україна» (Зіньківського району). Депутат Верховної Ради УРСР 7—8-го скликань.